# Andirá Esporte Clube
L'Andirá Esporte Clube est un club brésilien de football basé à Rio Branco dans l'État de l'Acre.